# غونار فيرنر
غونار فيرنر (بالسويدية: Gunnar Werner)‏ هو سباح سويدي، ولد في 14 مايو 1915 في ستوكهولم في السويد، وتوفي في 3 فبراير 1993.

## وصلات خارجية
- غونار فيرنر على موقع الاتحاد الدولي للسباحة (الإنجليزية)
- غونار فيرنر على موقع أوليمبيديا (الإنجليزية)
- غونار فيرنر على موقع اللجنة الأولمبية السويدية (السويدية)